# 越南-老挝-柬埔寨发展三角区
越南-老挝-柬埔寨发展三角区，简称越老柬发展三角区，是一个位于越南、老挝、柬埔寨交界十三省的经济发展区。

## 范围
- 越南：嘉莱、昆嵩、多乐、得农、平福省
- ：阿速坡、赛贡、沙拉湾、占巴塞省
- 柬埔寨：拉达纳基里、上历、蒙尔多基里、桔井省

## 历史
1999年，柬埔寨皇家总理洪森在越南、老挝和柬埔寨三位总理在万象举行的第一次高级别会议上发起建立三角关系倡议。2002年，在胡志明市举行的第二次高级别会议上，三位总理承诺优先考虑发展三角地区在交通，贸易，电力，旅游，人力资源培训和健康领域的合作。来自三个国家的专家组积极开始起草发展三角地区的经济发展总体计划。
2004年，在暹粒举行的第三次高级别会议上，三位总理重申越南-老挝-柬埔寨发展三角区是一个非常重要的领域。这三个国家需要协调发展，特别是在道路基础设施方面。双方同意促进一系列合作项目。同年11月，在老挝首都万象举办的第十届东盟首脑会议之际，三位总理批准三角区建设发展总体规划并签署了建设三角发展区的万象宣言。2005年12月吉隆坡第二次峰会，日本承诺支持三角区建设，初期提供20亿日元用于民生项目。近期三国已向日本提交12个优先项目（涉及交通、教育、医疗），总投资约3亿美元寻求资助。2006年12月大叻第四次峰会承诺通过成立联合协调委员会、改善投资环境、加强资源动员（特别是对日合作）提升合作效率。技术协调工作由三国联合协调委员会和工作组负责，工作组制定的《经济发展总体规划》已提交各国政府。2008年5月万象首次技术会议讨论特殊政策，包括：跨境居留手续、运输工具/原材料跨境流动、商品交换、税收政策、自由劳动力流动、口岸检查及投资政策。2009年，三国政府决定扩大范围，新增柬埔寨桔井省、老挝占巴塞省和越南平福省。
在倡议提出25周年之际，2024年9月柬埔寨人民党主席、参议院主席洪森通过个人臉書宣布，柬埔寨自2024年9月20日起退出该发展三角区，以防止反对派借机攻击政府。该决定获得洪玛奈总理及政府高层共识。此前一个月，柬埔寨发生抗议活动，质疑柬埔寨通过该计划向越老让渡领土，但遭政府驳斥为反对派制造的阴谋论。